# Kąck
Kąck – wieś w Polsce położona w województwie mazowieckim, w powiecie otwockim, w gminie Wiązowna.
Wieś jest sołectwem w gminie Wiązowna.
W latach 1975–1998 miejscowość administracyjnie należała do województwa warszawskiego.
Obecnie w Kącku znajduje się kąpielisko, powstałe po kopalni piasku. Są tam 4 oddzielne stawy:
- staw zarybiony tylko dla wędkarzy,
- staw kąpieliskowy,
- staw dla kajaków i rowerów wodnych,
- "brodzik" dla dzieci.

Na terenie miejscowości Kąck istnieją stadniny konne oraz sklep wielobranżowy i świetlica dla najmłodszych mieszkańców. 
Wierni Kościoła rzymskokatolickiego należą do parafii św. Wojciecha Biskupa i Męczennika w Wiązownie.